# Erwin Waldner
Erwin Waldner (Nürtingen, 24 januari 1933 – aldaar, 18 april 2015) was een Duits voetballer.

## Carrière
Hij begon in zijn geboorteplaats bij de club TB Neckarhausen en werd door coach Georg Wurzer op 18-jarige leeftijd gescout voor VfB Stuttgart. Waldner speelde 214 wedstrijden van 1952 tot 1960 voor de Duitse club VfB Stuttgart en scoorde 85 keer. Daarna speelde hij voor het Zwitserse FC Zürich, in 26 duels maakte hij 27 goals. Daarna ging hij naar het Italiaanse SPAL 1907 in Ferrara. Dat werd een minder succes. Waldner kwam maar 18 keer in het veld en scoorde slechts 2 keer. In 1963 keerde hij weer terug bij zijn VfB Stuttgart. Hij speelde daar tot 1967.
Ondertussen speelde hij 13 keer voor Duitsland en scoorde twee keer.
In 1954 en 1958 won hij met VfB Stuttgart de Beker.
Na zijn voetballoopbaan begon hij restaurant Burrenhof op de Schwäbische Alb. Vanaf 1998 leed hij aan de Ziekte van Parkinson.
In zijn geboorteplaats is ter ere van hem het Erwin Waldner Stadion gebouwd.
Waldner overleed in een verzorgingstehuis op 82-jarige leeftijd.